# 원리퍼블릭
원리퍼블릭(OneRepublic)은 라이언 테더, 잭 필킨스, 브렌트 커즐, 드류 브라운, 에디 피셔로 이루어져 있는 미국의 밴드이다. 그들의 첫 번째 싱글은 팀발랜드의 Apologize이다. 특히 멤버 중 한 명인 라이언 테더는 마룬 5, 파 이스트 무브먼트, 짐 클래스 히어로즈 등과 작업을 한 경력이 있다.

## 음반 목록

### 정규
- 《Dreaming Out Loud》 (2007)
- 《Waking Up》 (2009)
- 《Native》 (2013)
- 《OH MY MY》 (2016)
- 《Human》 (2020)